# 格盧博科耶湖 (斯摩棱斯克州)

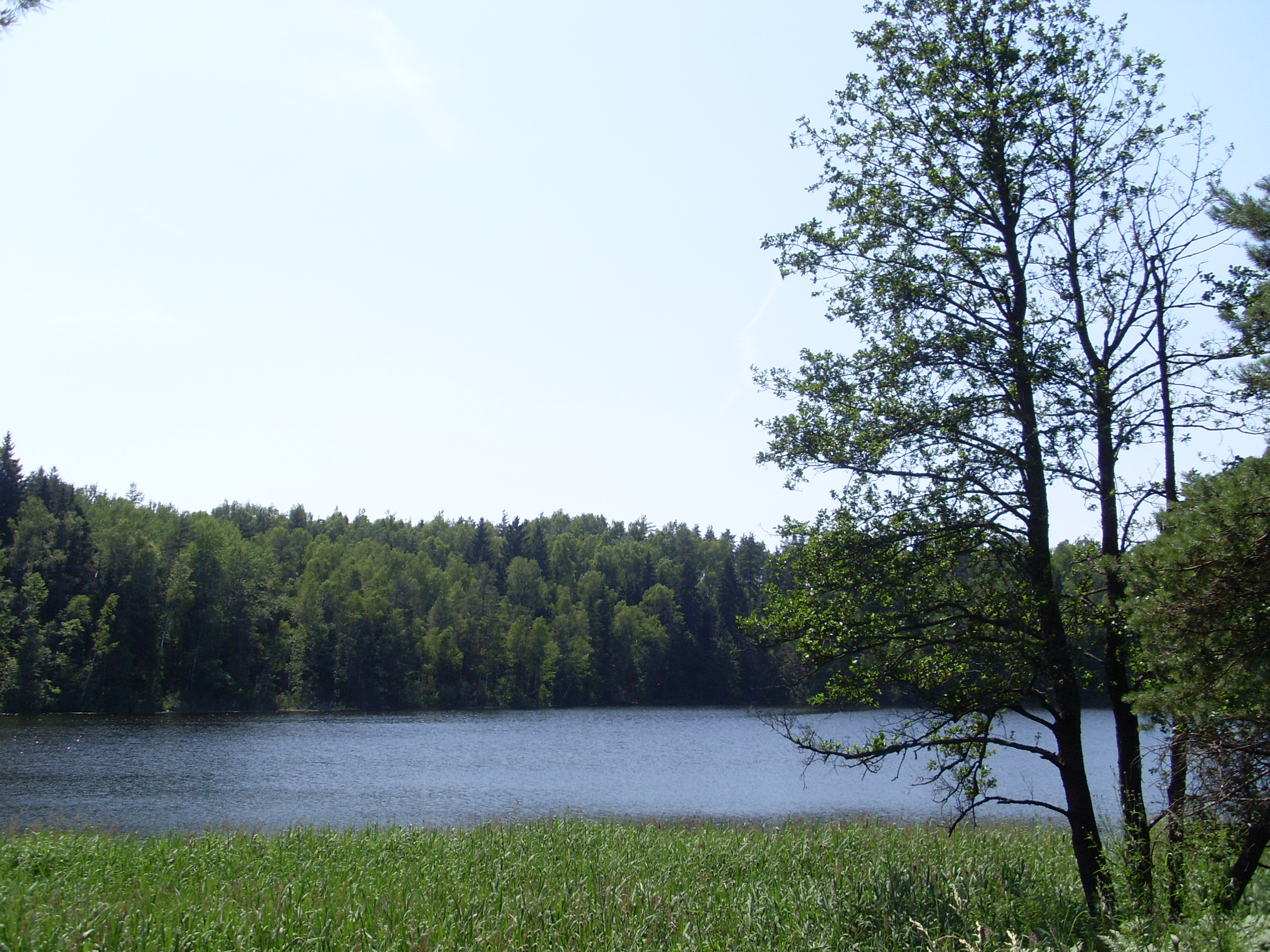

55°30′47″N 31°47′58″E / 55.51306°N 31.79944°E
格盧博科耶湖（俄语：Глубокое озеро），是俄羅斯的湖泊，位於該國西部斯摩棱斯克州，由傑米多夫斯基區負責管轄，面積0.06平方公里，海拔高度179.8米，集水區面積8平方公里，平均水深5.6米，最大水深15.8米。